# Fotografía documental
La fotografía documental nace en el siglo XIX con el fin primero de mostrar la realidad de una situación de la forma más verosímil posible. Esta se distingue porque hace uso de la cámara como instrumento que le permite dar a conocer una determinada situación. Por tanto, no sólo hay un compromiso con la realidad, sino que se confía en la capacidad de convicción de la imagen fotográfica. Con frecuencia, los historiadores consideran las fotografías como una forma crítica de evidencia documental que refleja eventos del pasado. La fe pública y académica en el realismo de la imagen fotográfica se basa en la creencia de que la fotografía es una reproducción mecánica de la realidad.  La instantánea debe tener verosimilitud con lo representado además de mostrar una clara convicción entre lo real y lo captado por la imagen. Por tanto, el principal objetivo es que todo aquello que quede retratado en esta forma de fotografiar la realidad esté lo menos manipulado posible. La función del fotógrafo es fundamental para conseguir los propósitos de la fotografía documental, el cual es el encargado únicamente de presionar un botón para obtener el llamado "registro puro". Esta forma de reflejar la realidad también ha recibido otras denominaciones, como la de "enfoque nítido". Se diferencia de otros tipos de fotografía porque su fin próximo es captar la atención de los espectadores para reflejar la vida real, en contraposición al fotoperiodismo, por ejemplo, que se basa únicamente en reflejar los últimos acontecimientos.

## Historia
En el año 1868, Thomas Annan (Escocia, 1829) fue elegido para llevar a cabo un reportaje sobre la destrucción de un peligroso barrio de Glasgow. El objetivo era plasmar las condiciones en las que se encontraban las calles de la ciudad. Este proyecto se llevó a cabo bajo el nombre de Glasgow City Improvement Trust (Mejora de la ciudad de Glasgow). El propósito era acabar con estos lugares conflictivos y crear un mejor porvenir a la ciudad. La labor de Thomas fue puramente social donde la fotografía sirvió como justificación de los hechos y denuncia social. 
Fue años más tarde, en 1873, cuando el fotógrafo John Thomson publicó Ilustrations of China and its People, trabajo al que se acuñó el carácter de fotografía documental. Estas representaciones seguían una narración de diferentes sujetos y contaban con una gran calidad de imagen. El artista colaboró con revistas como Street Life In London, en el año 1872, en la que publicaban fotografías que reflejaban la pobreza de las calles inglesas. Fue años más tarde, en 1878, cuando las imágenes publicadas en la revista conformaron un libro. La labor fue clave en el desarrollo de la fotografía documental y dio paso al fotoperiodismo.
A principios del siglo XX en el continente americano, concretamente en el estado de Nueva York, apareció Jacob Riis, a quien siguió Lewis Hine. Se convirtieron en dos personalidades clave en el auge de la fotografía como documento llevándola a su madurez absoluta. El documentalismo adquirió cualidades activistas que no se habían conseguido aún. En los años treinta, la labor fue desempeñada por algunos fotógrafos que participaban de la Farm Security Administration como Dorothea Lange y Walker Evans. Entre los creadores cabe mencionar a Charles Marville y a John Thomson que representaron la realidad de París y Londres respectivamente a través de esta fotografía. Thomson realizó un viaje turístico, pero volvió con imágenes puras de la realidad londinense.
El objetivo principal de estos artistas fue retratar las desigualdades de la sociedad a través de una instantánea para denunciar circunstancias indignas. Los creadores Jacob Riis y Lewis Hine utilizaron la temática social con el objetivo de acabar con determinadas conductas inmorales de la sociedad. Este momento fue crucial en el panorama político de Estados Unidos donde reinaban el liberalismo y los movimientos progresistas. Fue entonces cuando la fotografía pasó a ser un acercamiento a la realidad. 
Riis se marchó a Estados Unidos con tal solo 21 años de edad para realizar labores de carpintería. En cambio, tres años más tarde empezó sus andaduras periodísticas en una agencia de noticias, la cual dejó un año después, en 1888, para dedicarse al periodismo en el New York Evening Sun. Aunque no desarrollaba trabajos como fotógrafo empezó a valorar las imágenes como un modo de documentar gráficamente la vida en las calles neoyorquinas. Los años dedicados al periodismo le hicieron destacar en un momento crucial del documentalismo social. 
Lewis Hine continuó esta labor en 1904 utilizando la fotografía con fines académicos a través de la cual representaba la vida de las personas más desfavorecidas de Norteamérica. Las imágenes estaban representadas por personas realizando las diferentes labores en sus lugares de oficio. Debido a la explotación infantil que se vivía, los niños aparecían capturados de frente a la cámara con el fin de resaltar los abusos laborales que vivían. Con motivo de esos hechos, en 1916 fue partícipe de la ley que acababa con la explotación como medio de protección infantil. El presidente del Comité Nacional de Trabajo Infantil, Lewin Lovejoy, consideró el trabajo de Hine como "determinante". Realizó numerosos trabajos más como un reportaje dedicado al Empire State en 1930 o la publicación de un libro titulado Men at Work en 1932. Pero la crisis económica que atravesaba el país en 1929 causó inconvenientes en su trabajo. Lewis Hine seguía recibiendo oportunidades en el ámbito laboral, pero finalmente acabó siendo una de esas personas que vivía en la pobreza en sus fotografías.

## Fotografía documental contemporánea
Los pioneros de la época moderna fueron los dos fotógrafos urbanos, Jacob Riis y Lewis Hine, encargados desde finales del siglo XIX y principios del XX de utilizar estas imágenes como instrumento del cambio social. Los artistas fueron los encargados de impresionar a su público contemporáneo mostrando las situaciones más indignas en las que se encontraba la sociedad americana. Anteriormente, en la fotografía predominaba la estética urbana donde la belleza de la metrópoli era lo más destacable. Con la llegada de nuevas tecnologías, la fotografía documental como medio para expresar belleza pasó a formar parte de libros y revistas, pero también fue motivo para dispersar los diferentes estilos de fotografía.  
A comienzos del siglo XX todo esto cambió. Anteriormente, las fotografías de las personas más desfavorecidas de la sociedad solo se producían en estudios. Fue entonces cuando Jacob y Lewis promovieron un trabajo producto de su misma esencia para posteriormente ser pioneros de un proyecto reconocido en Estados Unidos como uno de los mejores trabajos fotográficos.  
El Farm Security Administration Photographic Project entre 1935 y 1942 fue un proyecto que recogió en imágenes las consecuencias más duras de la Gran Depresión en todo el pueblo americano, especialmente en las zonas pastoriles. En un principio fue diseñado bajo la Resettlement Administration, en 1935, pero dos años después pasó a la Farm Security Administration. Este último contaba con una veintena de mujeres y hombres que trabajaban para Roy E. Stryker. Las imágenes recolectadas fueron alrededor de ochenta mil y pasaron a manos de diferentes medios a papel que las distribuían en señal de apoyo a programas de mejora rural. El objetivo era documentar pictóricamente los hechos acontecidos como justificación para la creación del Nuevo Pacto de Franklin Delano Roosevelt. Estos trabajadores atravesaron América para mostrar la realidad vivida en el país a todos los coetáneos: desde los refugiados del Dust Bowl hasta aquellos que vivían en campos de concentración instalados tras Pearl Harbor.

## Fotografía documental y fotografía artística
La fotografía documental surgió como mera representación de una realidad social bastante lejana a lo que se considera artístico o bello. Entre las propiedades comunes que recoge el documento como imagen está la de ser un referente de la realidad. Este referente no puede sufrir ningún cambio, debe mantenerse puro, acorde con lo que los ojos del fotógrafo captan. La única modificación permitida es aquella perteneciente al encuadre o la selección, pero el resto de la imagen debe estar según ha sido captada para transmitir de la forma más veraz todo aquello que representa. Sin embargo, esto no supone que la forma de la fotografía documental pase por alto. La belleza en la forma no supone un giro de aquello que la imagen refleja además, en ese sentido, la fotografía documental se ha relacionado en su mayoría con el color blanco y negro.
La imagen documental contiene un carácter ético-político que supone el rechazo a la estética de lo captado. Mientras que la fotografía documental pretende reflejar la realidad sin preocuparse por la forma, la fotografía artística encuadra la belleza como centro de atención para el observador. Las representaciones de la sociedad y de los poemas políticos que reflejaba el documento contemporáneo suponía no más que una oposición entre arte y política que es previa al surgimiento de la fotografía documental. 
La fotografía artística se desarrolla en un ambiente muy amplio donde la forma y el contenido se bifurcan dando lugar a dos realidades diferentes siendo el observador quien llegue a la conclusión de qué es aquello que representa la propia imagen. El concepto difiere con el objetivo documental y la intención informativa de la fotografía se pierde para representar únicamente el arte y la belleza que esta supone, dejando a un lado las realidad y el mundo en el que se instala. La estética predomina frente al documento y la imagen ya no habla del mundo tal y como es, sino que se distorsiona pasando así de un realismo documental a un realismo estético.

## El fotógrafo documental
La fotografía documental selecciona dos criterios de relativa importancia. En primer lugar, el lenguaje de la imagen pretende no delatar la figura del fotógrafo en la captación. Por otro lado, aunque la presencia de este es obvia, la intervención en la toma deberá ser nula. Es a partir de 1930 cuando la labor del operador pasa a ser la de un deponente que observa el contexto y lo representa sin alterarlo. El fotógrafo adquiere una función imprescindible de autoridad en el lugar de los hechos capturados.  
El artista debe estar en el espacio y tiempo adecuados para brindar a su público imágenes sin manipular, haciendo una reproducción exacta de la realidad. En este caso se plantea la diferencia entre la foto directa y la construida puesto que la primera está relacionada con el documento y la información, mientras que la segunda conlleva una producción posterior a su realización. Las discrepancias surgieron alrededor del modo de captación de la imagen siendo, para unos relevante el momento exacto en el que se producen los acontecimientos y, para otros, lo más importante es que se conozca aquello que se va a fotografiar y se muestre así desde el punto de vista del conocimiento y la experiencia.
En la selección de imágenes y realidades que representar entra en juego la ética del fotógrafo y de la fotografía. La percepción no cuenta con un campo ilimitado de selección, más bien es un foco reducido, por lo que el camarógrafo deberá seleccionar aquello que se encuentre en su campo de visión. El objetivo es encontrar el punto exacto que represente todo aquello que capta su visión, es decir, la parte por el todo. En su elección se incluye todo aquello que la imagen expresa, pero también una parte de la realidad que el espectador decodificará para encontrar el sentido exacto de lo que la fotografía representa.

## Personalidades relevantes
La fotografía documental no fue solo un fiel reflejo de las desigualdades sociales, sino también un arma en la guerra que sirvió para reflejar de manera fehaciente los hechos acaecidos. Los fotógrafos de guerra cubrieron los momentos más críticos en América y dieron paso a los profesionales de la fotografía documental en el ámbito social. Algunos de los nombres más relevantes fueron: 
| FOTOGRAFÍA DOCUMENTAL DE GUERRA | FOTOGRAFÍA DOCUMENTAL SOCIAL |
| ------------------------------- | ---------------------------- |
| Mathew B. Brady (1822-1896)     | John Thomson (1837-1921)     |
| Tim O' Sullivan (1840-1882)     | Paul Martin (1864-1944)      |
| William Jackson (1843-1942)     | Jacob Riis (1849-1914)       |
|                                 | Lewis Hine (1874-1940)       |
|                                 | Dorothea Lange (1895-1965)   |

La fotografía de guerra no perduró en el tiempo debido a la situación que se vivía después de esta. La sociedad había atravesado un momento que no quería guardar en sus retinas mediante las imágenes allí captadas. Sin embargo, algunas de las obras de estas personalidades se encuentran en lugares de prestigio, como la obra de Mathew Brady en la Biblioteca del Congreso de Washington.
Frente a este documentalismo objetivo surgió una fotografía subjetiva de la mano de mujeres que dieron paso a otros proyectos. Uno de ellos fue el nombrado como Women and Work: A Document on the Division of Labour in Industry que entre 1973 y 1975 presentó mediante la belleza documental un discurso feminista para denunciar el papel de la mujer bajo la explotación por su condición de género. En este proyecto participaron otras artistas reconocidas como Margaret Harrison, Mary Kelly y Kay Hunt.